# Metadesmodora bacillicauda
Metadesmodora bacillicauda är en rundmaskart som beskrevs av Gerlach 1963. Metadesmodora bacillicauda ingår i släktet Metadesmodora och familjen Desmodoridae. Inga underarter finns listade i Catalogue of Life.